# Рамкове рішення
Ра́мкове рі́шення або ра́мкова деци́зія (англ. Framework decision) — колишній нормативно-правовий акт Європейського Союзу, який використовувався виключно в межах компетенції Європейського Союзу в поліцейській та судовій співпраці у справах кримінального правосуддя. Рамкові рішення були подібні до директив тим, що вони вимагали від держав-членів досягнення конкретних результатів, не диктуючи засоби досягнення цих результатів. Однак, на відміну від директив, рамкові рішення не мали прямої дії, вони підлягали лише факультативній юрисдикції Суду Справедливости, а Європейська комісія не могла розпочати виконавче провадження за будь-яку неспроможність транспонувати рамкове рішення у національне законодавство.
Рамкові рішення були створені в Амстердамському договорі, вони замінили спільні дії, які були правовими інструментами, доступними згідно з Маастрихтським договором. Лісабонський договір скасував рамкові рішення, і тепер ЄС може вводити в дію директиви та регламенти у сфері кримінального правосуддя за допомогою звичайної законодавчої процедури.

## Правовий ґрунт
Правовою основою для рамкових рішень стала стаття 34 Договору про Європейський Союз. Зі змінами, внесеними Ніццьким договором і до скасування Лісабонським договором, ця стаття звучала так:
Стаття 34
2. Рада вживає заходів і сприяє співпраці, використовуючи відповідну форму та процедури, як викладено в цьому розділі, сприяючи досягненню цілей Союзу. З цією метою, діючи одноголосно за ініціативою будь-якої держави-члена або Комісії, Рада може:
...
(b) приймати рамкові рішення з метою наближення законів і правил держав-членів. Рамкові рішення мають бути обов’язковими для держав-членів щодо результату, який має бути досягнутий, але залишають національним органам влади вибір форми та методів. Вони не мають прямої дії; ...
Тривала основа для рамкових рішень викладена в перехідних положеннях Лісабонського договору. Стаття 9 Протоколу про перехідні положення передбачає, що:
Юридичні наслідки актів інституцій, органів, офісів та агентств Союзу, прийнятих на основі Договору про Європейський Союз до набрання чинності Лісабонським договором, зберігаються доти, доки ці акти не будуть скасовані, анульовані або змінено на виконання Договорів. Те саме стосується угод, укладених між державами-членами на основі Договору про Європейський Союз.

## Юрисдикція Європейського суду
Суд Справедливости мав юрисдикцію лише виносити преюдиційні рішення щодо тлумачення рамкових рішень, коли держава-член робила заяву відповідно до (до Лісабонського) Договору про Європейський Союз із зазначенням обставин, за яких Суд міг здійснювати таку юрисдикцію.
Європейська Комісія не могла розпочати виконавче провадження проти держав-членів за невиконання рамкового рішення або за його неправильне виконання, хоча Суд мав юрисдикцію вирішувати розбіжності між державами-членами щодо тлумачення рамкових рішень і розглядати справи про щодо їх скасування.
З набуттям чинности Лісабонським договором попередній статус щодо преюдиційного запиту і виконавчого провадження було збережено на перехідний період у п'ять років, хоча цей перехідний період перестає застосовуватися до рамкового рішення, яке було змінено після набуття чинності Лісабонським договором. Оскільки перехідний період закінчився 30 листопада 2014 року, стали можливими попередні ухвали та виконавче провадження.

## Перелік рамкових рішень
Нижче наведено вичерпний перелік 34 рамкових рішень, прийнятих між 1999 і 2009 роками:
- Рамкове рішення Ради 2000/383/JHA від 29 травня 2000 року про посилення захисту за допомогою кримінальних покарань та інших санкцій проти підробок у зв'язку з введенням євро (OJ L 140, 14.6.2000, pp. 1–3).
  - замінено Директивою 2014/62/ЄС Європейського Парламенту та Ради
- Рамкове рішення Ради 2001/220/JHA від 15 березня 2001 року про статус потерпілих у кримінальному процесі (OJ L 82, 22.3.2001, pp. 1–4).
  - замінено Директивою 2012/29/ЄС Європейського Парламенту та Ради
- Рамкове рішення Ради 2001/413/JHA від 28 травня 2001 року про боротьбу з шахрайством та підробкою безготівкових платіжних засобів (OJ L 149, 2.6.2001, pp. 1–4).
  - замінено Директивою (ЄС) 2019/713 Європейського Парламенту та Ради
- Рамкове рішення Ради 2001/500/JHA від 26 червня 2001 року про відмивання грошей, виявлення, відстеження, заморожування, арешт та конфіскацію засобів та доходів, одержаних злочинним шляхом (OJ L 182, 5.7.2001, pp. 1–2).
  - деякі положення замінені Директивою 2014/42/ЄС Європейського Парламенту і Ради та Директивою (ЄС) 2018/1673 Європейського Парламенту і Ради
- Рамкове рішення Ради 2001/888/JHA від 6 грудня 2001 року про внесення змін до Рамкового рішення 2000/383/JHA щодо посилення захисту кримінальними покараннями та іншими санкціями проти підробки у зв'язку з введенням євро (OJ L 329, 14.12.2001, pp. 3–3).
  - неявно скасовано Директивою 2014/62/ЄС
- Рамкове рішення Ради 2002/584/JHA від 13 червня 2002 року про європейський ордер на арешт та процедури видачі між державами-членами — Заяви деяких держав-членів щодо ухвалення Рамкового рішення (OJ L 190, 18.7.2002, pp. 1–20).
- Рамкове рішення Ради 2002/475/JHA від 13 червня 2002 року про боротьбу з тероризмом (OJ L 164, 22.6.2002, pp. 3–7).
  - замінено Директивою (ЄС) 2017/541 Європейського Парламенту та Ради
- Рамкове рішення Ради 2002/465/JHA від 13 червня 2002 року про спільні слідчі групи (OJ L 162, 20.6.2002, pp. 1–3).
- Рамкове рішення Ради 2002/629/JHA від 19 липня 2002 року про боротьбу з торгівлею людьми (OJ L 203, 1.8.2002, pp. 1–4).
  - замінено Директивою 2011/36/ЄС Європейського Парламенту та Ради
- Рамкове рішення Ради 2002/946/JHA від 28 листопада 2002 року про посилення кримінально-правової бази для запобігання сприяння несанкціонованому в'їзду, транзиту та проживанню (OJ L 328, 5.12.2002, pp. 1–3).
- Рамкове рішення Ради 2003/80/JHA від 7 січня 2003 року про захист навколишнього середовища за допомогою кримінального права (OJ L 29, 5.2.2003, pp. 55–58).
  - визнаний недійсним у справі C-176/03, окремі положення якого згодом були прийняті в Директиві 2008/99/ЄС Європейського Парламенту та Ради
- Рамкове рішення Ради 2003/568/JHA від 22 липня 2003 року про боротьбу з корупцією в приватному секторі (OJ L 192, 31.7.2003, pp. 54–56).
- Рамкове рішення Ради 2003/577/JHA від 22 липня 2003 року про виконання в Європейському Союзі наказів про заморожування майна або доказів (OJ L 196, 2.8.2003, pp. 45–55).
  - замінено Регламентом (ЄС) 2018/1805 Європейського Парламенту та Ради
- Рамкове рішення Ради 2004/68/JHA від 22 грудня 2003 року про боротьбу з сексуальною експлуатацією дітей та дитячою порнографією (OJ L 13, 20.1.2004, pp. 44–48).
  - замінено Директивою 2011/93/ЄС Європейського Парламенту та Ради
- Рамкове рішення Ради 2004/757/JHA від 25 жовтня 2004 року, що встановлює мінімальні положення про складові елементи злочинних дій та покарання у сфері незаконного обігу наркотиків (OJ L 335, 11.11.2004, pp. 8–11).
- Рамкове рішення Ради 2005/212/JHA від 24 лютого 2005 року про конфіскацію доходів, знарядь і майна, одержаних злочинним шляхом (OJ L 68, 15.3.2005, pp. 49–51).
  - деякі положення замінені Директивою 2014/42/ЄС Європейського Парламенту та Ради
- Рамкове рішення Ради 2005/214/JHA від 24 лютого 2005 року про застосування принципу взаємного визнання до фінансових санкцій (OJ L 76, 22.3.2005, pp. 16–30).
- Рамкове рішення Ради 2005/222/JHA від 24 лютого 2005 року про атаки на інформаційні системи (OJ L 69, 16.3.2005, pp. 67–71).
  - замінено Директивою 2013/40/ЄС Європейського Парламенту та Ради
- Рамкове рішення Ради 2005/667/JHA від 12 липня 2005 року про посилення кримінально-правової бази для забезпечення дотримання закону про боротьбу із забрудненням із суден (OJ L 255, 30.9.2005, pp. 164–167).
  - визнаний недійсним у справі C-440/05, окремі положення якого згодом були прийняті в Директиві 2009/123/ЄС Європейського Парламенту та Ради
- Рамкове рішення Ради 2006/783/JHA від 6 жовтня 2006 року про застосування принципу взаємного визнання до постанов про конфіскацію (OJ L 328, 24.11.2006, pp. 59–78).
  - замінено Регламентом (ЄС) 2018/1805 Європейського Парламенту та Ради
- Рамкове рішення Ради 2006/960/JHA від 18 грудня 2006 року про спрощення обміну інформацією та розвідданими між правоохоронними органами держав-членів Європейського Союзу (OJ L 386, 29.12.2006, pp. 89–100).
  - скасовано Директивою (ЄС) 2023/977 Європейського Парламенту та Ради
- Рамкове рішення Ради 2008/675/JHA від 24 липня 2008 року про врахування вироків у державах-членах Європейського Союзу під час нових кримінальних проваджень (OJ L 220, 15.8.2008, pp. 32–34).
- Рамкове рішення Ради 2008/841/JHA від 24 жовтня 2008 року про боротьбу з організованою злочинністю (OJ L 300, 11.11.2008, pp. 42–45).
- Рамкове рішення Ради 2008/909/JHA від 27 листопада 2008 року про застосування принципу взаємного визнання до судових рішень у кримінальних справах, якими призначено покарання у вигляді позбавлення волі або заходи, пов'язані з позбавленням волі, з метою їх виконання в Європейському Союзі (OJ L 327, 5.12.2008, pp. 27–46).
- Рамкове рішення Ради 2008/947/JHA від 27 листопада 2008 року про застосування принципу взаємного визнання судових рішень і рішень про пробацію з метою нагляду за пробаційними заходами та альтернативними санкціями (OJ L 337, 16.12.2008, pp. 102–122).
- Рамкове рішення Ради 2008/977/JHA від 27 листопада 2008 року про захист персональних даних, які обробляються в рамках поліцейського та судового співробітництва у кримінальних справах (OJ L 350, 30.12.2008, pp. 60–71).
  - скасовано Директивою (ЄС) 2016/680 Європейського Парламенту та Ради
- Рамкове рішення Ради 2008/913/JHA від 28 листопада 2008 року про боротьбу з певними формами та проявами расизму та ксенофобії за допомогою кримінального права (OJ L 328, 6.12.2008, pp. 55–58).
- Рамкове рішення Ради 2008/919/JHA від 28 листопада 2008 року про внесення змін до Рамкового рішення 2002/475/JHA щодо боротьби з тероризмом (OJ L 330, 9.12.2008, pp. 21–23).
  - неявно скасовано Директивою (ЄС) 2017/541 Європейського Парламенту та Ради
- Рамкове рішення Ради 2008/978/JHA від 18 грудня 2008 року про європейський ордер на отримання доказів з метою отримання предметів, документів і даних для використання в провадженні у кримінальних справах (OJ L 350, 30.12.2008, pp. 72–92).
  - скасовано Регламентом (ЄС) 2016/95 Європейського Парламенту та Ради
- Рамкове рішення Ради 2009/299/JHA від 26 лютого 2009 року про внесення змін до Рамкових рішень 2002/584/JHA, 2005/214/JHA, 2006/783/JHA, 2008/909/JHA та 2008/947/JHA, таким чином розширюючи процесуальні права осіб та сприяння застосуванню принципу взаємного визнання рішень, винесених за відсутності відповідної особи на судовому розгляді (OJ L 81, 27.3.2009, pp. 24–36).
- Рамкове рішення Ради 2009/315/JHA від 26 лютого 2009 року про організацію та зміст обміну інформацією, витягнутою з кримінального досьє, між державами-членами (OJ L 93, 7.4.2009, pp. 23–32).
- Рамкове рішення Ради 2009/829/JHA від 23 жовтня 2009 року про застосування між державами-членами Європейського Союзу принципу взаємного визнання рішень щодо заходів нагляду як альтернативи тимчасовому ув'язненню (OJ L 294, 11.11.2009, pp. 20–40).
- Рамкове рішення Ради 2009/905/JHA від 30 листопада 2009 року про акредитацію постачальників судово-медичних послуг, які здійснюють лабораторну діяльність (OJ L 322, 9.12.2009, pp. 14–16).
- Рамкове рішення Ради 2009/948/JHA від 30 листопада 2009 року про запобігання та врегулювання конфліктів здійснення юрисдикції у кримінальному провадженні (OJ L 328, 15.12.2009, pp. 42–47).